# 龍の国 ルーンファクトリー
『龍の国 ルーンファクトリー』（りゅうのくに ルーンファクトリー、英題：Rune Factory: Guardians of Azuma、中国語：符文工廠 龍之天地）はマーベラスより2025年6月5日に発売されたゲームソフト。「ルーンファクトリーシリーズ」の第8作品。
キャッチコピーは「舞台は西から東へ――　新たなルーンファクトリーはじまる」
ルーンファクトリーシリーズで初めてCEROによるレーティングがC(15才以上対象)に引き上げられている。

## 概要
対応プラットフォームはNintendo Switch 2・Nintendo Switch・PC（Steam配信）。Switch 2版は『龍の国 ルーンファクトリー Nintendo Switch 2 Edition』のタイトルでローンチタイトルの一作として発売され、マーベラスのSwitch 2向け第1弾ソフトとなる。
MARVELOUS GAME SHOWCASE 2023にて『ルーンファクトリー6』と共に開発中であることが発表された。
ルーンファクトリーシリーズでは西洋の舞台（アドネア大陸・ノーラッド王国）を中心に描いてきたが、本作ではシリーズ初となる東洋の国（東洋・アズマ）が舞台になっている。
これまでのシリーズではゲーム内でできる要素を物語の流れに沿って開示されていない課題があったため、本作の物語は18個の節に分けてシステム配分に基づき脚本が製作された。
作曲家である朝倉紀行の提案によって、同作の音楽は、オーケストラによる名演奏によって収録されている。オリジナルサウンドトラックがゲームと同時に販売を開始した。
2025年8月18日にマーベラスは、龍の国 ルーンファクトリー の全世界累計出荷本数が50万本を突破したと発表した。

## ゲームシステム
主人公は舞という力を使って世界を救う大地の舞手（従来作品では、アースマイト）という役目になる。 舞は傘や鼓（）、剣（）などを使用することで、その道具が持つ能力を発揮されることができる。新たに登場する弓や呪符などの武器でも使用可能。
難易度は3種類となっており、ストーリー（従来のイージー）、ノーマル、ハードとなっている。生活コンテンツとして、釣り・料理が用意されている。
同作の新要素である、里づくりでは、畑を耕して作物を育てるほか、川をひいて水車を設置や家を建てたりと、特定の場所に建物や置物を自由に配置しながら復興を行う。
恋愛・結婚要素では、ルーンファクトリーオーシャンズ以来の選択しなかった性別の主人公も、物語に登場しさらに恋愛・結婚が可能である。同性婚も可能であるが、主人公同士の結婚は選択しなかった方とののみとなっている。

## 舞台
東の国「アズマ」
厄災「龍星崩落」により、大地の力であるルーン（活力）が失われ、自然を司る神々の消失により山野は枯れている。

## 登場キャラクター

### 主人公・相棒
本作では男女どちらかの主人公を選択してゲームを開始することができる。デフォルト名は任意の名前に変更可能。主人公のキャラクターデザインは梅をモチーフにしている。
スバル
声 - 榎木淳弥
男性主人公。
アズマの国の北にある寒村の出身で、カグヤとは同郷の狩人。
カグヤ
声 - 石川由依
女性主人公。
アズマの国の北にある寒村の出身で、スバルとは同郷の巫女。
モコロン
声 - 加隈亜衣
主人公の相棒。
お調子者でおっちょこちょいなところがある。甘いものが好きで食いしん坊。

### ヒロイン候補
いろは
声 - 和氣あず未
春の里にある、いろは茶屋の看板娘。
名前の由来は、主人公に“ゲームのいろは”を教えることからきている。また頭の花飾りは椿である。
ひな
声 - 夏川椎菜
アズマの国にやってきた狐のウェアアニマル（半獣人）の少女。
前作であるルーンファクトリー5からの登場。
考古学者と称して活動しているが、前作の主人公が所属していた自警団seedの服装を着用している。
うららか
声 - 上田麗奈
アズマの国の春と楽を司る神。
キャラクターデザインは、桜をモチーフにしている。
本名は「ハルノウララカナヒノミコト」。
マツリ
声 - 安済知佳
アズマの国の夏と剣を司る女神。
キャラクターデザインは、沖縄の衣装をモチーフにしている。
カナタ
声 - Lynn
アズマの国の天と光を司る女神。
神々の代表的な存在であり真面目であるが、子供っぽいところがある。
クラリス
声 - ファイルーズあい
アズマの国にやってきた謎の一団「ターゲスアンブルフ」の首領。
キャラクターデザインは、漫画『銀河鉄道999』のメーテルを意識している。
ピリカ
声 - 古賀葵
アズマのはるか北の地からやってきた狩人。
狩猟技術に長けており、生きとし生けるもの全てに敬意を払っている。

### ヒーロー候補
ムラサメ
声 - 古川慎
天下一の武士を目指しアズマをさすらう武人。
無念無想流の免許皆伝の腕前を持つ。
マウロ
声 - 梶裕貴
異国からやってきた飛空艇乗りの冒険家。
従来シリーズ作品おなじみのヴィヴィアージュ家の一員である。
本名は「マウロ・パンフォルテ・ヴィヴィアージュ」。
クラマ
声 - 三木眞一郎
アズマの国の秋と風を司る神。 極度の出不精でゲームオタクである。
名前の由来は、「鞍馬天狗」から、キャラクターデザインは、天狗をモチーフにしている。
フブキ
声 - 斉藤壮馬
アズマの国の冬と水を司る狼の半獣神。
大きな尻尾を持つウェアアニマル（半獣人）でもある。
カイ
声 - 諏訪部順一
力自慢で鬼族の大将と呼ばれている鬼神。
常にいかつい面を被っている。
イカルガ
声 - 小林裕介
幕府直轄の組織「陰陽寮」から派遣されてやってきた陰陽師。
映画『帝都大戦』に登場する加藤保憲をモチーフにしている。
ツイラン
声 - 河西健吾
秋の里に住まうカラクリ師。
人の頼みを断れない性格で、メカマニアである。

### サブキャラクター
すず
声 - 久野美咲
春の里生まれの少女で、いろはの妹。
「あいどる」に憧れていて、茶屋を手伝いしながら、ダンスや歌の練習をしている。
サカキ
声 - 大塚芳忠
春の里の里長。
かつては幕府の御庭番を勤めたほどの猛者。
タクミ
声 - 檜山修之
春の里の大工で、里の人々に兄貴分として慕われている。
ヒスイ
声 - くじら
姓名判断を得意とする占い師。
押しが強く、頑固な性格で他人の改名を生きがいにしている。
ツバメ
声 - 恒松あゆみ
夏の里にいる旅商人。
商人仲間の中でもファッションリーダー的な存在で、人情に厚い姉御肌でかなりの目利きを持つ。
クサツ
声 - 日野聡
夏の里にある代々続く温泉宿の主人。
影が薄いことを気にしており、派手な格好をしている。
ヤチヨ
声 - 原由実
秋の里にある居酒屋ヤチヨの女将で猫又である。
普段は大らかで面倒見が良いが、本気で怒るととっても怖い。
コタロウ
声 - 松本沙羅
秋の里に住む少年の姿をした子供の化けたぬき。
いたずら好きでよく里の人間を化かして遊んでいる。
ザザ
声 - 豊口めぐみ
冬の里で鍛冶仕事をしているドワーフの女性。
シリーズ初の女性のドワーフである。
ワタラセ
声 - 興津和幸
冬の里に住む漁師。
魚類学者「さかなクン」をモチーフにしている。
ベイロン
声 - 斧アツシ
謎の組織「ターゲスアンブルフ」のメンバー。
クラリスのお目付け役である。
バウンド
謎の組織「ターゲスアンブルフ」のメンバー。
クラリスのみに忠誠を誓う。
ウラ王
声 - 玄田哲章
巨大な金棒を振り回す怪力無双の鬼。
カイとは因縁の相手である。
りん
声 - 井澤詩織
カナタの世話係で巫女。うさぎのウェアアニマル（半獣人）。
一生懸命で真面目な性格をしている。
黒竜
声 - 幸田直子
白竜の対となる存在の黒い竜。
ケガレの種子を国中にばらまき、ルーンを集めている。

## ダウンロードコンテンツ
追加ダウンロードコンテンツとして、登場キャラクター二名（ピリカ、ツイラン）の恋愛・結婚シナリオと、結婚候補全16名「とっておきの水着」衣装、主人公2名の春着衣装などが追加された『デジタルデラックス』と、先述した内容とデジタルアートブックとサウンドトラックが追加された『プレミアムデジタルデラックス』が同時に発売された。
同社が販売を担当する天穂のサクナヒメから「サクナヒメ」と「タマ爺」が登場する無料追加コンテンツも発売日当日に配信された。

## 店舗別購入特典
下記店舗にて、ソフトを予約・購入すると貰える特典が発表された
- マーベラスショップ[20]
  - 描き下ろしB2タペストリー、描き下ろしアクリルパネル、モコロンぬいぐるみポシェット
- 浅草マッハ！！
  - アクリルコースター
- アニメイト
  - （無償特典）描き下ろし和紙風缶バッジ2個セット
  - （アニメイト限定グッズセット）描き下ろし掛け軸、描き下ろし扇子

- Amazon
  - （無償特典）モコロンデザインちりめん風巾着、うららか衣装「セルフィアスタイル」
  - （限定グッズセット）両面デザイン折りたたみ傘、ジオラマアクリルスタンド、手ぬぐいタオル、オリジナルデザインBOX
- あみあみ
  - 缶バッジ3種セット
- お宝創庫グループ
  - 缶バッジ2個セット

- ゲーマーズ
  - （無償特典）B2タペストリー
  - （ゲーマーズ限定グッズ）特大タペストリー、アクリルフィギュア、缶バッジ
- ゲオ
  - いろは衣装「セルフィアスタイル【シャオパイ】」

- コジマ
  - カナタ衣装「セルフィアスタイル【コハク】」

- Joshin
  - ひな衣装「セルフィアスタイル【クローリカ】」
- ステラワース
  - L判ブロマイド8枚セット

- ソフマップ
  - B2タペストリー
  - カナタ衣装「セルフィアスタイル【コハク】」

- Neowing
  - A4クリアファイル
- ビックカメラ
  - カナタ衣装「セルフィアスタイル【コハク】」
- 古本市場
  - 描き下ろしA4クリアファイル
- ヨドバシカメラ
  - マツリ衣装「セルフィアスタイル【フォルテ】」
- よろずやショップ びっく宝島
  - ウッドキーホルダー2個セット
- 楽天ブックス
  - クラリス衣装「セルフィアスタイル【ドルチェ】」、クリアポーチ

- WonderGOO
  - （無償特典）描き下ろしA4クリアファイル
  - （WonderGOO限定セット）描き下ろしB2タペストリー、絵馬、ポストカードセット16種セット
  - （WonderGOOアクリルフィギュアセット）WonderGOO限定セット、アクリルフィギュア4種セット

## 主なスタッフ
- 佃健一郎 ゼネラルプロデューサー
- 藤井宙 プロデューサー
- 前川司郎 ディレクター
- 朝倉紀行 作曲家